# Хмелевка (Киевская область)
Хмелевка (укр. Хмелівка) — село, входит в Белоцерковский район Киевской области Украины.
Население по переписи 2001 года составляло 403 человека. Почтовый индекс — 09853. Телефонный код — 4560. Занимает площадь 1,767 км². Код КОАТУУ — 3224684002.

## Местный совет
09853, Київська обл., Тетіївський р-н, с.Клюки